# Chitradurga
Chitradurga (Kannada: ಚಿತ್ರದುರ್ಗ Citradurga: [ˈtʃit̪rʌd̪urɡʌ]; auch Chitradurg, früher anglisiert Chitaldroog) ist eine Stadt im indischen Bundesstaat Karnataka mit rund 145.000 Einwohnern (Volkszählung 2011). 
Sie liegt in Zentralkarnataka rund 200 Kilometer nordwestlich der Hauptstadt Bengaluru. Die Stadt ist Verwaltungssitz des Distrikts Chitradurga.
Bei Chitradurga erhebt sich aus der ansonsten flachen Hochebene der Umgebung eine in Nord-Süd-Richtung verlaufende Kette von Hügeln. Diese erreicht ihre höchste Stelle beim 1.159 Meter hohen Jogimaradi-Berg südlich von Chitradurga. Die Stadt selbst liegt am Fuße des 984 Meter hohen Chitradurga-Felsens, auf dessen Gipfel eine Festung steht. Dem Fort Chitradurga verdankt die Stadt ihren Namen, der so viel wie „malerische Festung“ bedeutet. Das Fort Chitradurga war der Sitz der Nayaks von Chitradurga, die im 15. Jahrhundert von den Herrschern des Vijayanagar-Reiches als Militärstatthalter eingesetzt wurden. Nach dem Fall Vijayanagars machten sich die Nayaks im 16. Jahrhundert selbständig, ehe Hyder Ali, der Herrscher von Mysore, das Fort 1779 eroberte.
Nach der Volkszählung 2011 hat Chitradurga 145.853 Einwohner. 69 Prozent der Bevölkerung sind Hindus, 29 Prozent sind Muslime und jeweils etwa 1 Prozent Jainas und Christen. Die Hauptsprache ist Kannada, das nach der Volkszählung 2001 von 62 Prozent der Bevölkerung als Muttersprache gesprochen wird. Unter der muslimischen Minderheit ist Urdu (26 Prozent) verbreitet. Kleinere Minderheiten sprechen Telugu (7 Prozent), Hindi und Marathi (jeweils 2 Prozent).
Chitradurga liegt an der nationalen Fernstraße NH 4 von Chennai über Bengaluru nach Mumbai. Daneben ist die Stadt über die Nebenstrecke Birur-Ballari an das Eisenbahnnetz angeschlossen.